# Elisabeth von Künsberg

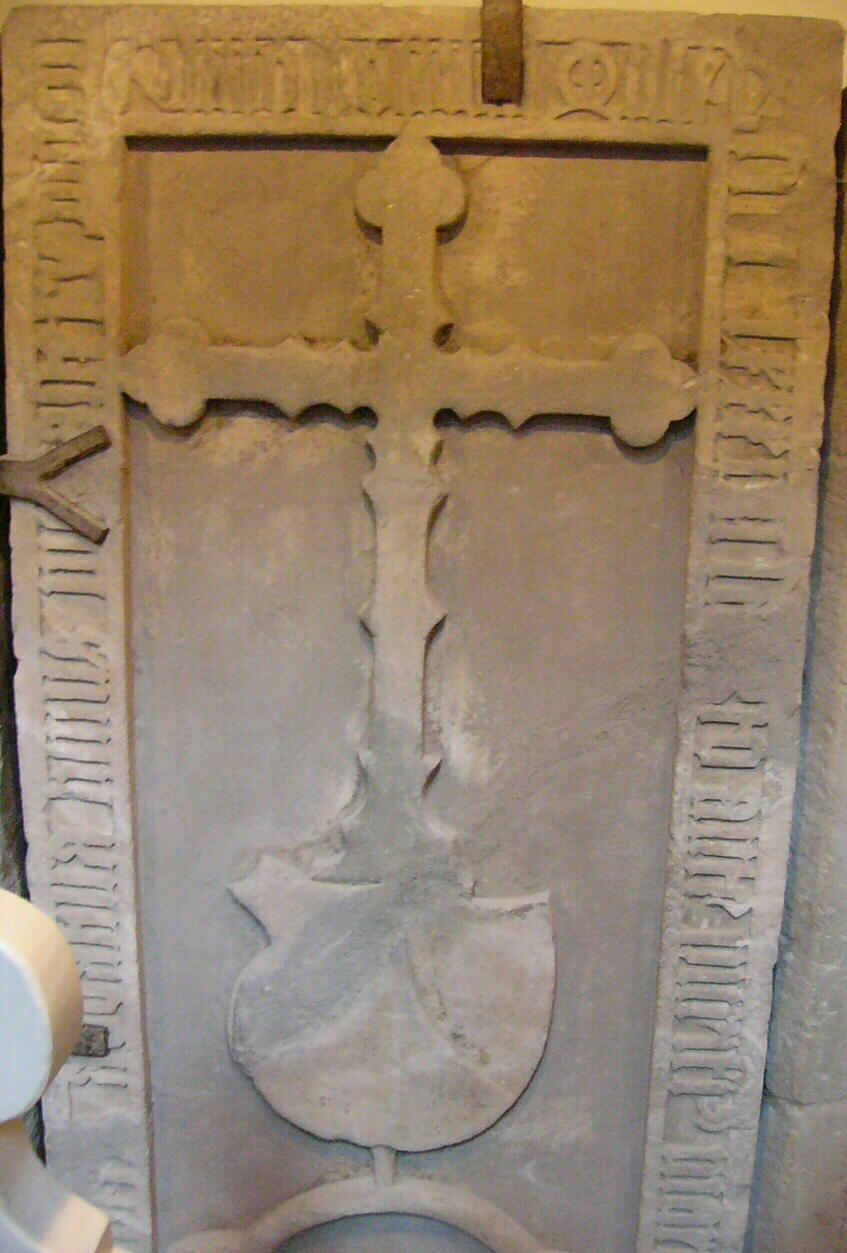
Grabmal der Äbtissin

Elisabeth von Künsberg (* 1425; † 31. Januar 1484) war von 1460 bis 1484 Äbtissin des Klosters Himmelkron.

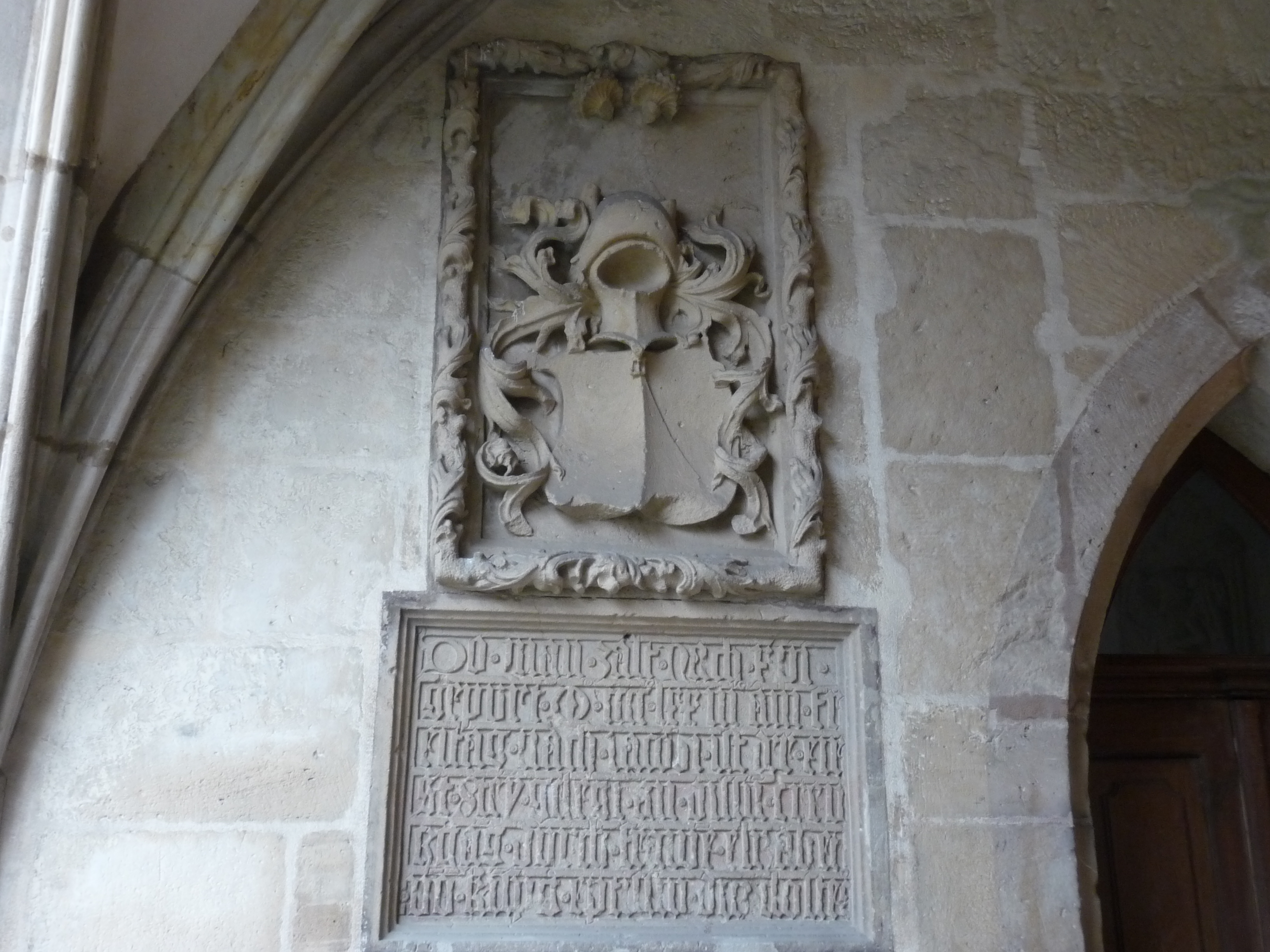
Hinweis am Eingang des Kreuzgangs

Sie stammte aus der Familie von Künsberg. Ihr Vater war Friedrich III. von Künsberg (1395–1429) auf Altenkünsberg bei Creußen, von ihrer Mutter wird vermutet, dass sie aus dem Geschlecht der Voit von Rieneck stammte. Es sind vier Brüder bekannt. Man geht aufgrund eines verschollenen Grabsteins davon aus, dass sich der Cousin Friedrichs III. namens Ulrich I. aus der Wernsteiner Linie im Kloster bestatten ließ. Vorhanden sind die Grabplatten seiner beiden Söhne Hans I. (1418–1470) und Heinrich VII. (1420–1473), die die Bauvorhaben der Äbtissin förderten.
In der Zeit der Äbtissin Elisabeth ist eine rege Bautätigkeit belegt; ihr Familienwappen, eine silberne eingebogene Spitze auf blauem Grund ist mehrfach im Kloster zu finden. Die bedeutendste Baumaßnahme war wohl 1473 die Errichtung des Kreuzganges mit seinen vielen künstlerischen Elementen. Die Stiftung des Kreuzganges ist neben dem Eingang in Form ihres Wappens und einer Inschrift in Stein gehauen. Am Ende des Kreuzganges befindet sich im Deckengewölbe ein weiteres Wappen der Künsberg, umgeben von 16 Darstellungen, die Ordenszugehörigkeiten im europäischen Raum repräsentieren. Untersuchungen von Werner Bergmann gehen davon aus, dass sich das Wappen auf eine Person aus dem engsten Umfeld der Äbtissin bezieht. Elisabeths Epitaph wurde 1909 bei Renovierungsarbeiten in der Klosterkirche geborgen und später aufgestellt.